# Certosa di Valmanera
Il monastero di San Giacomo di Valleombrosa in Valmanera ad Asti, noto più semplicemente come Certosa d'Asti o Certosa di Valmanera è un edificio situato nel Borgo San Pietro nel parco comunale della Certosa nella zona periferica a nord-ovest della città di Asti conosciuta come Valmanera.
Il complesso monasteriale, ora sconsacrato e in parte adibito a funzioni scolastiche ed in parte a sede del laboratorio di restauro noto come Arazzeria Scassa, fu un tempo la sede dei monaci vallombrosani ed in seguito dei monaci certosini fino alla venuta di Napoleone, che confiscò l'edificio e nel 1801 ne soppresse le funzioni religiose.

## I monaci vallombrosani
Vennero fondati da san Giovanni Gualberto, un eremita che visse tra l'eremo di Camaldoli e di Vallombrosa a pochi chilometri da Firenze. In questo luogo, intorno al 1039, fondò il monastero del suo Ordine detto dei vallombrosani.
L'ordine, che seguiva la regola benedettina, vestiva in origine un abito bigio (scuro) che intorno al XVI secolo si mutò in bianco ed infine in nero.
Nel corso di un secolo l'ordine si sviluppò in tutta Italia creando più di 50 monasteri tra cui quello astigiano.

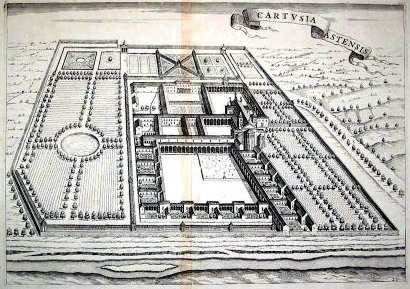
La Certosa (Cartusia Astensis) nell'incisione del Theatrum Statuum Sabaudiae.

## I certosini
Di preciso non è noto quando il monastero passò all'Ordine dei certosini fondato da san Bruno di Colonia. Il primo atto che parla di questo passaggio, appartiene ad un lascito di Bartolomeo Garetti del 1391 con cui si dichiara devoluta una parte dell'eredità al «...convento e chiesa di San Filippo e Giacomo presso Asti, dell'Ordine dei certosini, già detto di San Giacomo di Valleombrosa».
Sotto la loro conduzione, il monastero si ampliò: oltre ai molteplici edifici, comprendeva anche una peschiera e un terreno coltivato parte a vigna e parte ad orto di circa 60 giornate a levante, prospiciente il rio Valmanera e cintato da un muro di mattoni, come ne dà esempio la carta secentesca del Theatrum Statuum Sabaudiae.
Gli edifici in totale coprivano un'area di quasi 6000 metri quadri, l'ingresso era a sud con tre ingressi: al centro si entrava nella foresteria, a sinistra si accedeva ad un porticato e a destra vi era il rustico.
Oltre queste tre costruzioni, a nord si trovava un grande chiostro quadrangolare su cui si affacciavano le casette dei frati che ne occupavano tre lati su quattro. Una parte dell'area del chiostro, secondo l'uso certosino, era destinata a camposanto per i monaci.

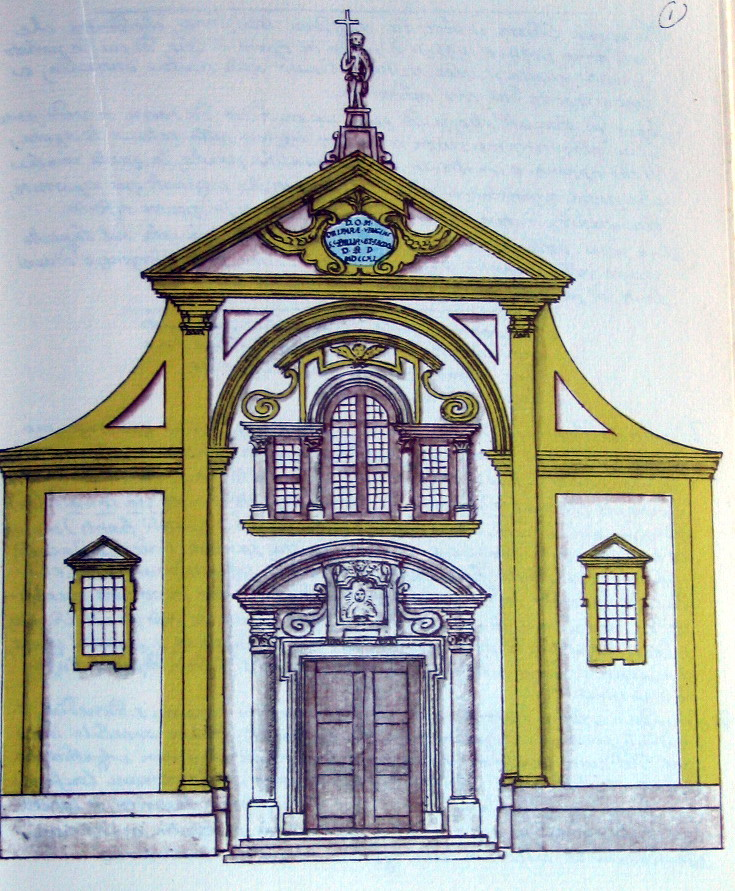
Facciata della chiesa della Certosa in un disegno di Stefano Giuseppe Incisa del 1801.

A nord, tra il porticato e le costruzioni precedenti, si innalzava la chiesa con la facciata rivolta a ponente, a sua volta preceduta da un secondo chiostro di minori dimensioni.
La chiesa era dedicata ai santi apostoli Filippo e Giacomo: di dimensioni imponenti, conservava la struttura gotica del tardo Trecento, parzialmente modificata ed ammodernata alla fine del XV secolo e, per quanto riguarda la facciata, alla metà del XVIII. L'interno, a tre navate coperte da volte ogivali, era suddiviso in due parti: una più ridotta per i fedeli, l'altra per i monaci. Oltre all'altar maggiore, che dal 1498 fu decorato dalla monumentale Pala con la Madonna in gloria dipinta da Macrino d'Alba, vi erano cinque altari laterali dedicati rispettivamente a san Brunone, alla Madonna del Rosario, a san Filippo, a san Giacomo ed al loro istitutore san Gerolamo.
Il bellissimo, grande coro dei monaci, preziosamente intarsiato, venne costruito entro il 1496 dall'intagliatore cremonese Paolo Sacca insieme con il padre Tommaso e il fratello Imerio, su commissione del priore Bartolomeo De Murris. La struttura era composta da ben quaranta stalli, decorati da altrettanti intarsi di aggiornatissimo gusto rinascimentale (quadraginta tabulas varia et subtili arte elaborata). Lo stesso priore De Murris avviò una vasta campagna di aggiornamento stilistico degli arredi e delle decorazioni, alla quale si dovettero anche gli affreschi del chiostro grande e dell'appartamento priorale, ancora descritti ed elogiati al momento della soppressione.

## Il declino del monastero
La Certosa, prima durante le guerre gallo-ispaniche ed in seguito quelle napoleoniche, venne più volte occupata dalle truppe.
Nel 1615 il governatore Ynoiosa, comandante generale delle truppe spagnole, prese alloggio nel convento della Certosa.
Nel 1745 il barone Leutrum, comandante delle truppe savoiarde, con sette battaglioni sferrò un'offensiva contro le truppe francesi alloggiate alla Certosa. A questo proposito, il vescovo Giuseppe Felissano scriveva che
Il 20 marzo 1801, il governo napoleonico sopprimeva ogni funzione religiosa del monastero, distogliendone la comunità che in parte si aggregò alla Certosa di Casotto ed in parte si ritirò a vita privata.
Il 3 agosto 1801, l'Incisa testimoniò il completo sacco di tutti gli arredi della Certosa, compresi gli infissi. Molte statue ed altari vennero trasferiti in altre chiese della città: per esempio l'altare della Madonnina venne trasferito in cattedrale e le statue rappresentanti Filippo e Giacomo sono presenti sulla facciata della chiesa di San Martino.
 La grande pala d'altare con la Madonna in gloria ed i santi Giovanni Battista, Giacomo, Gerolamo e Ugone è oggi alla Galleria Sabauda di Torino. Una seconda pala d'altare del XVII secolo, con santi certosini ed una bella veduta della Certosa nella sua interezza, è custodita a Grana Monferrato, non lontano da Asti. Tuttavia, un enorme patrimonio di arte e di cultura sparì in mille rivoli senza lasciare traccia.
Lo stabile così spogliato venne messo in vendita e passò in diverse mani: dal generale Ratti al signor Lorenzo di Mongardino ed infine all'avvocato Guido Fornaris di Torino.
Della primitiva Certosa non rimase che una parte del loggiato. Una quarantina di anni fa si cominciò il restauro ed il recupero del superstite corpo di fabbrica per dare origine ad una zona museale e al centro manifatturiero noto come Arazzeria Scassa.
L'Arazzeria, disposta in cinque sale distribuite su due piani, presenta una collezione di arazzi ottenuti da bozzetti di quadri di importanti pittori italiani e stranieri: Cagli, Capogrossi, Casorati, De Chirico, Guttuso, Mastroianni, Basaldella, Spazzapan, Tadini, Turcato, Vedova, Zancanaro, Dalí, Ernst, Kandinsky, Klee, Matisse e Miró.
Nella zona adiacente al museo è presente il laboratorio di tessitura.

## Galleria d'immagini

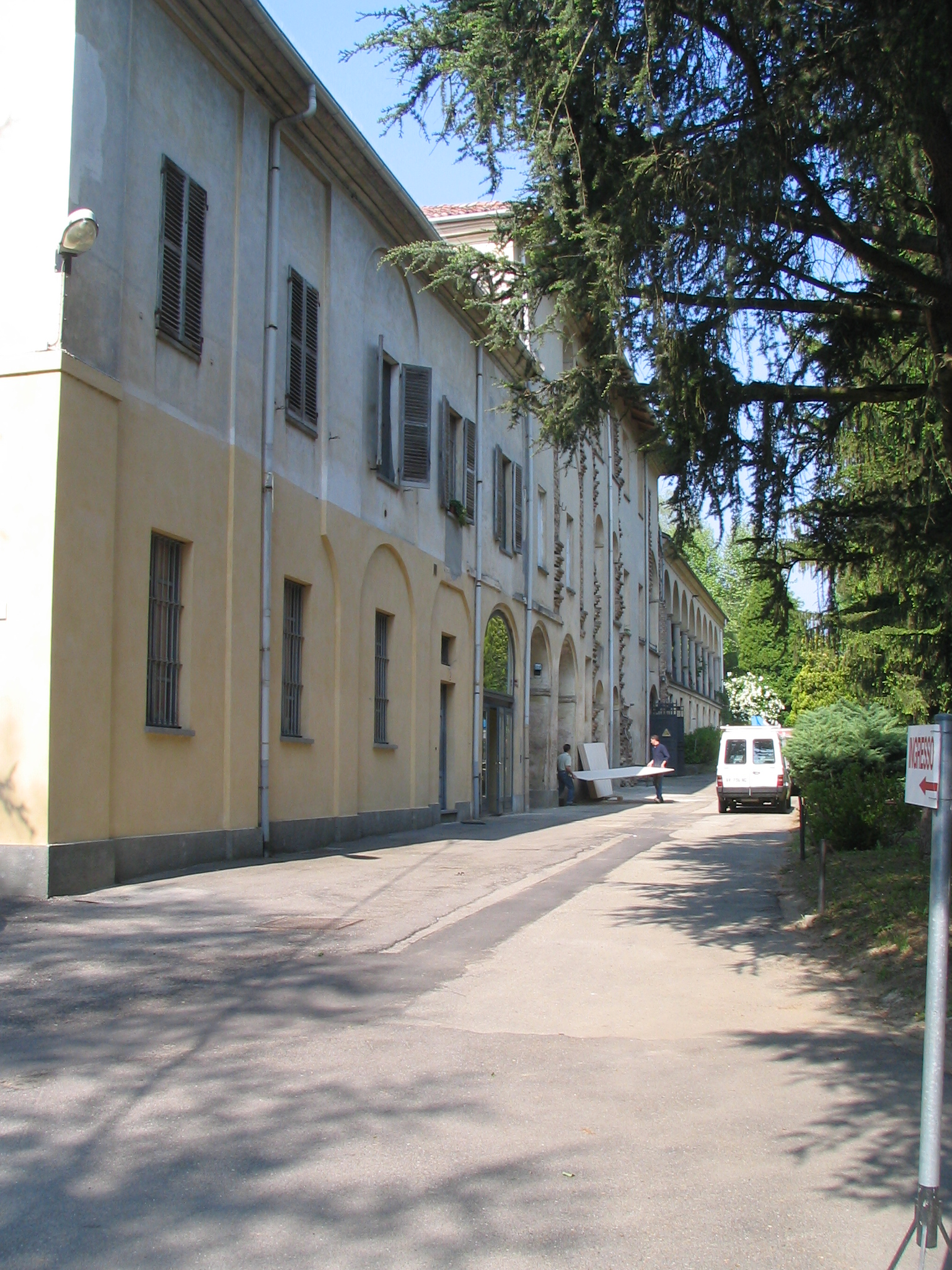
Facciata ovest
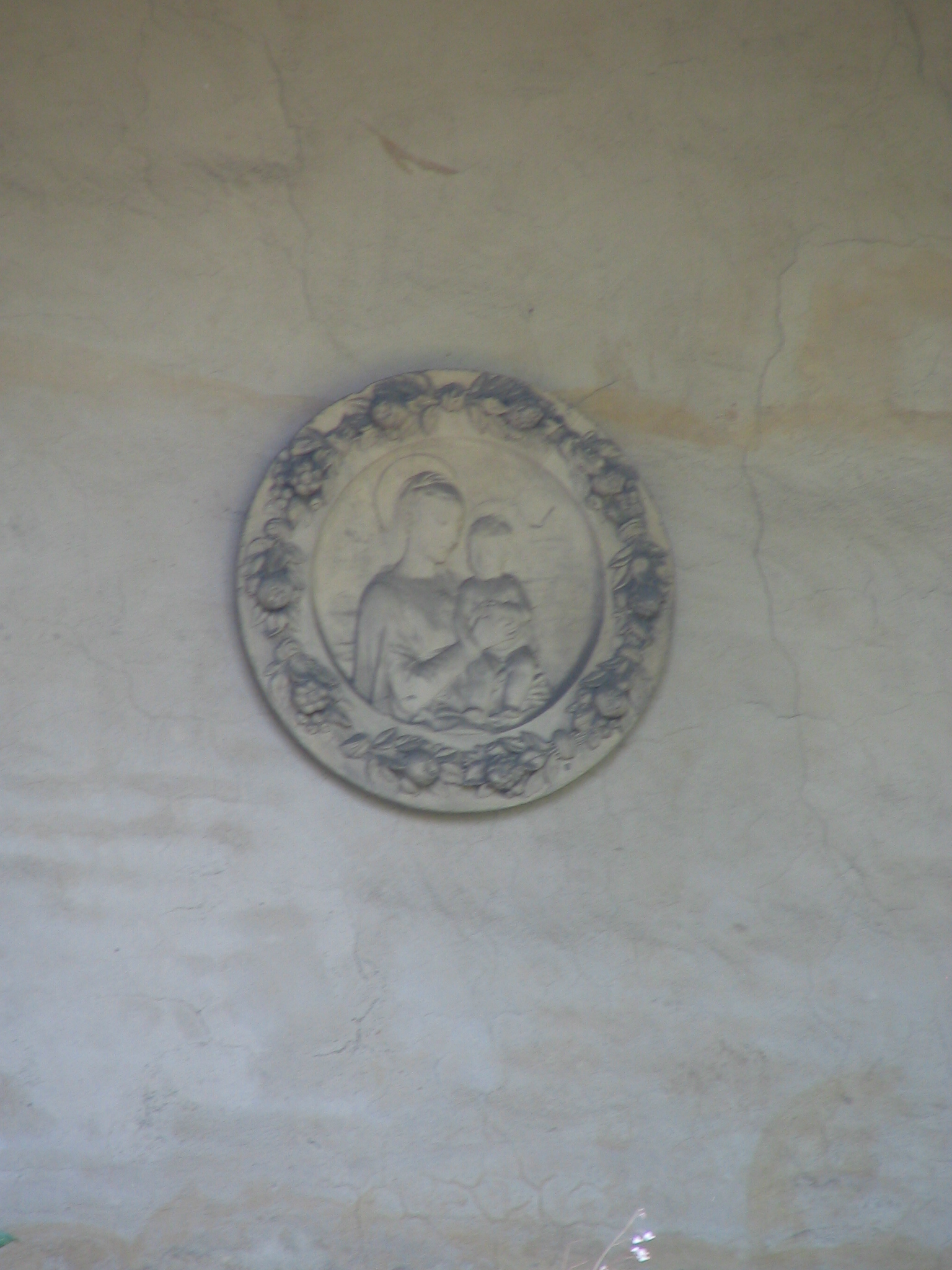
Particolare
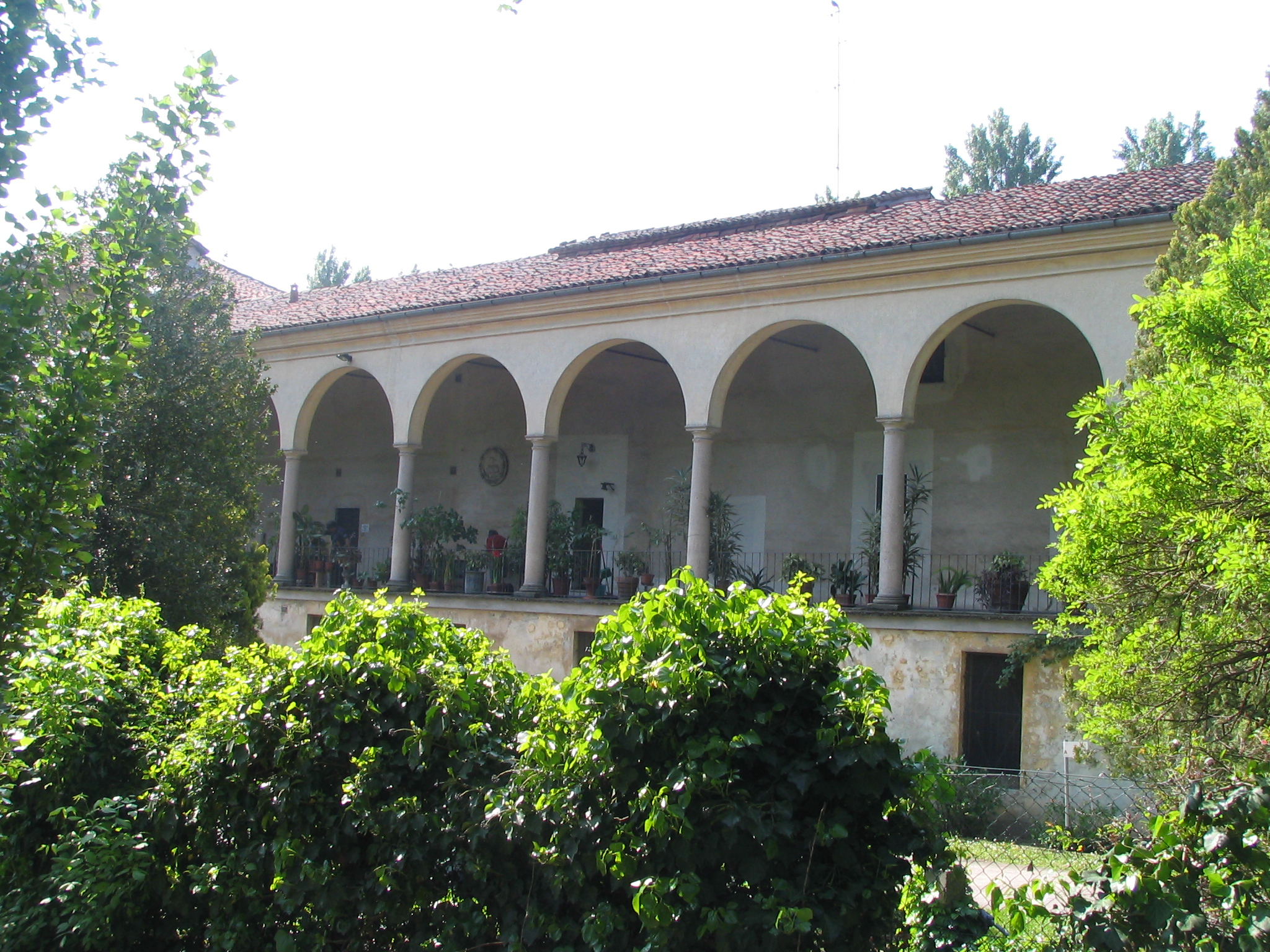
Il porticato
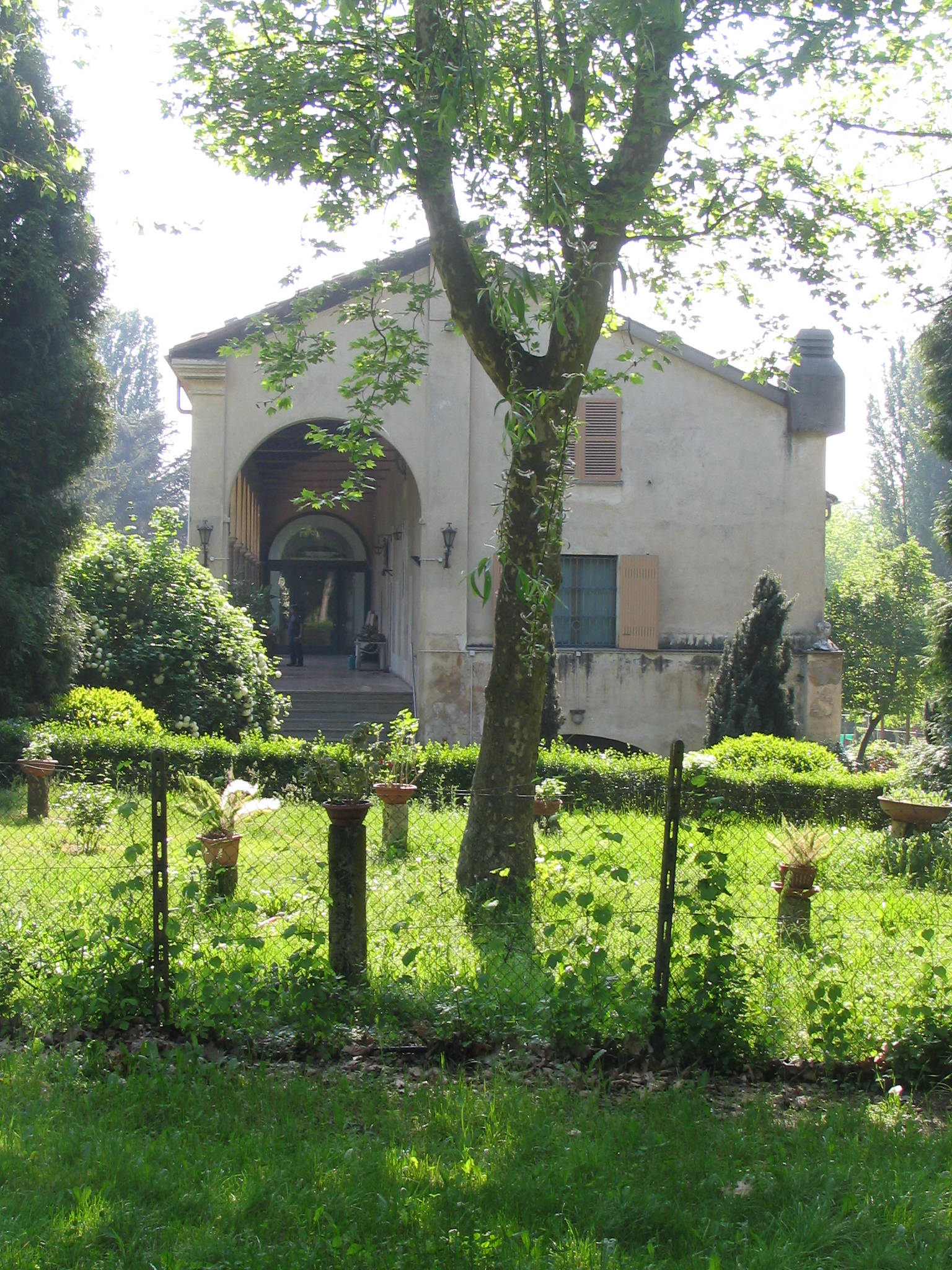
Facciata nord